# Иминагаев, Азиз
Иминагаев, Азиз (дарг. Гӏязиз Иминагаев, 1892—1944) — даргинский поэт, один из основоположников даргинской советской литературы. Член Союза писателей СССР с 1936 года.

## Биография
Азиз Иминагаев родился в 1892 году на хуторе Аймау-Махи (ныне в Сергокалинском районе Дагестана) в семье крестьянина-бедняка. Учился в медресе.
В годы гражданской войны был в первых рядах борцов за установление Советской власти в Дагестане, командовал партизанской сотней. По окончании гражданской войны работал учителем, а с 1926 года — в редакции даргинской газеты.
Участвовал в Великой Отечественной войне. В 1944 году тяжёлая болезнь А. Иминагаева обострилась, он демобилизовался, вернулся в Дагестан, через три месяца ушёл из жизни.

## Творчество
Азиз Иминагаев начал писать стихи в 1910 году. Он первым в дагестанской литературе стал писать о человеке труда, жизни рабочего класса «Ялчила гӏвямру» (Жизнь рабочего, 1911). Перу Иминагаева принадлежит многочисленные агитационные произведения, восхваляющие жизнь при советской власти, любовь к Родине и осуждающие невежественных и жадных мулл, кровную месть, лень и пр. Известны его стихотворение «Хьвошкелди, Октябрь!» (Здравствуй, Октябрь!), сатирические антиклерикальные произведения «Маллалаан Мусас си бякьиба» (Что мулла сделал с Мусой), «Маллара рурсира» (Мулла и девушка), «Маллала къийин» (Труд муллы) и другие.